# 明星 (航空機)
明星（みょうじょう）は、大日本帝国海軍（以下、海軍）の航空技術廠（以下、空技廠）が試作した木製爆撃機。型式名D3Y1-K。
木製双発高速機デ・ハビランド モスキートの活躍に刺激を受けた海軍が、習作として九九式艦上爆撃機の木製化を企図し、空技廠でほぼ全面的に改設計したもの。松下飛行機株式会社の松下幸之助が軍の要請で設立した木製機専用工場で太平洋戦争末期に4機が完成し、試験中に終戦を迎えた。

## 概要
南方輸送路の維持が困難になった1943年頃よりジュラルミン素材の欠乏が深刻化したため、海軍ではモスキートにならった木製機を計画し、空技廠が旧態化著しい九九式艦上爆撃機を基にした爆撃機の木製化に着手した。従前金属製の九九式練習用爆撃機(D3A2-K)も併行して試作された。
原型機をそのまま木製化することは不可能だったため、強度の確保と工作性の向上を主眼に大幅に改設計された。主翼と尾翼は楕円テーパー翼から直線テーパー翼に改められ、面積が縮小された。また胴体が約1.3m延長され、併せて風防も延伸された。この他細部の構造・形状も、木製化に合わせて単純化されていたが、エンジンやプロペラは原型機を踏襲した。
本機は松・ヒノキ材をボルト留めした骨格にバルサ積層材の表皮を尿素樹脂で貼り付け、旧来の羽布張りも多用された。モスキートに多用されたエポキシ樹脂は、当時の日本では工業化以前の段階だったため、接着剤の強度調整には、きな粉が用いられた。治工具類は空技廠で準備し、組立は木造船の量産で実績のあった松下造船に委託され、同社社長で幸之助の義弟・井植歳男（戦後三洋電機を創業）は1943年10月、盾津飛行場そば大阪府住道に専用工場（松下飛行機株式会社）を新設した。
1944年春より実機製作に着手したが、松下飛行機は家電等の木工部品については実績を持っていたものの、航空機に求められる絶対的な高品質と信頼性に対する認識・経験・人材が不足し、計画は大幅に遅延した。試作1号機は1945年1月31日に完成し進空式が挙行された。
試作1号機では風防の隙間から浸入した気流に胴体が共振し、尺八に似た音が機内に充満してパイロットを悩ませた。このため、試作3号機からは各部を再設計し、重量軽減が図られた。
試作機は原型機と比べ重量が2割から3割増加し、飛行性能全般が大幅に劣化した。
時速350 kmの計画性能は満たしたが、軍の目標「月産二百機」を大きく下回り、社史によると終戦までに完成したのは計4機にとどまった。うち1機は設計値未満の軽G旋回中に主翼が空中分解し破損したが、パイロットは辛うじて生還した。
結局試験に供されたのみで実用化には至らず、前線配備に間に合わずに幻の爆撃機と終わった。

## スペック
- 全長：11.51 m
- 全幅：13.92 m
- 全高：3.30 m
- 主翼面積：32.84 m2
- 重量：3,133 kg
- 全備重量：4,200 kg
- 発動機：三菱 金星54型 空冷複星型14気筒
- 出力：1,200 hp
- 最大時速：426km/時
- 航続力：1,302 km
- 最高上昇：9,000 m
- 武装
  - 7.7mm機関銃×3
  - 爆弾60kg×2 または 30kg×4
- 乗員：2名